# 巨河狸屬
巨河狸（學名：Castoroides），是齧齒目的巨型種，長達2.5米及估計重60-100公斤，有些估計甚至達220公斤。牠們生存於更新世的北美洲，在1萬年前最後一次的冰河時期末滅絕。巨河狸的滅絕可能是因更新世末的生態重組所致。人類到達美洲亦可能是其中一個因素，但就沒有證據顯示人類捕獵巨河狸。牠們是豐富的更新世巨型動物群之一。
巨河狸與現今河狸的最大分別不是在其體型，而是其牙齒。現今河狸有像鑿子的門齒用來咬木。巨河狸的牙齒較大及闊，可以生長至約15厘米長。再者，巨河狸的尾巴較長及窄，後肢亦較短。巨河狸的巨大身體限制了牠們在陸地上的活動。
巨河狸的化石主要集中在美國中西部近五大湖的州份，尤其是伊利諾州及印第安納州，在阿拉斯加及加拿大至科羅拉多州都有發現。從科羅拉多州發現的標本被分類為巨河狸的亞種，學名為Castoroides ohioensis dilophidus，原因是其前臼齒及臼齒的特徵。
首個巨河狸的化石是於1837年在俄亥俄州發現的，故其種小名名為ohioensis。巨河狸會否像現今的河狸般建造小屋則不得而知。在俄亥俄州，有指發現像巨河狸建造的小屋，高4呎及直徑長8呎，以小樹為材料。最近發現更明確的證據顯示接近的假河狸屬會建造小屋，可見巨河狸亦有可能會同樣的建造小屋。

## 描述

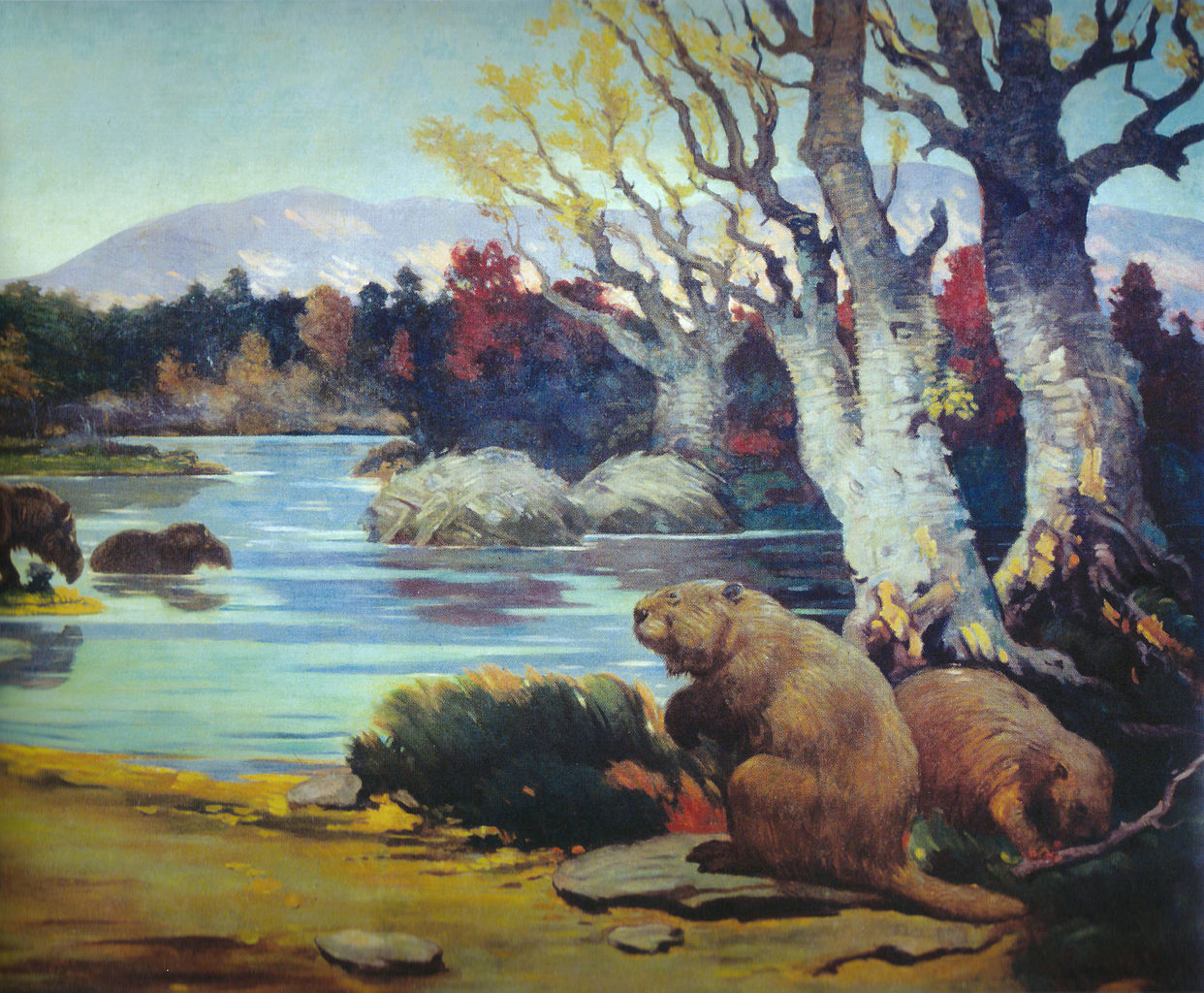
巨河狸復原圖，由查爾斯·奈特繪製

巨河狸體型較大於現存的河狸，平均體長約為1.9米（6.2英尺），最長可達2.2米（7.2英尺），體重則為90至125（198至276磅），這使得牠們成為更新世以來北美洲目前已知體型最大的齧齒目以及最大的河狸。2011年，有研究指出巨河狸的體重可能僅約 77（170磅），然而這個結果仍然是可議的。
巨河狸的後足較現存河狸來的大，但後肢較短。尾巴也較長但也較窄，然而因為軟組織沒有被保存下來，因此無法得知巨河狸的尾巴是否與現存河狸類似，後足也只能猜測可能與現存河狸一樣有蹼。顱骨的結構顯示巨河狸可能可以長時間於水面下活動。
巨河狸最獨特的特徵在於其大小於形狀與現存河狸相異的門牙。現存河狸的門牙為鑿狀，適合啃咬樹木，而巨河狸的牙齒則更為寬大，長度可達15 cm（6英寸）。這樣大小的門牙反而不利於咬斷樹木，因此巨河狸可能不會構築如現存河狸那樣的水壩。
另外一個較大的差異在於，巨河狸的腦部比例較現存河狸小，因此在與周遭環境的互動、行為與思考上可能不如現存河狸。

## 分類學
目前已知有兩種巨河狸：
- Castoroides leiseyorum：僅發現於佛羅里達州。
- Castoroides ohioensis（異名Castoroides nebrascensis）：發現於美國及加拿大各州。

這兩種巨河狸（屬於巨河狸屬 Castoroides）與現存的河狸（屬於河狸屬 Castor）並非近親。
巨河狸屬屬於擬河狸亞科，該亞科也包括了中新世早期的單溝河狸屬，以及其他較晚期出現的真河狸屬、假河狸屬與Procastoroides；擬河狸亞科在巨河狸屬物種絕種後即也宣告滅絕。

## 民俗學
只有加拿大土著的密克麻人及美國麻薩諸塞州康乃狄克河谷的原住民有關於巨河狸的神話。

## 外部連結
- Canadian Museum of Nature: Giant beaver （页面存档备份，存于）
- Beringia: Giant beaver
- 巨河狸的圖片1
- 巨河狸的圖片2
- FaunMap query for Castoroides ohioensis